# T-Model Ford

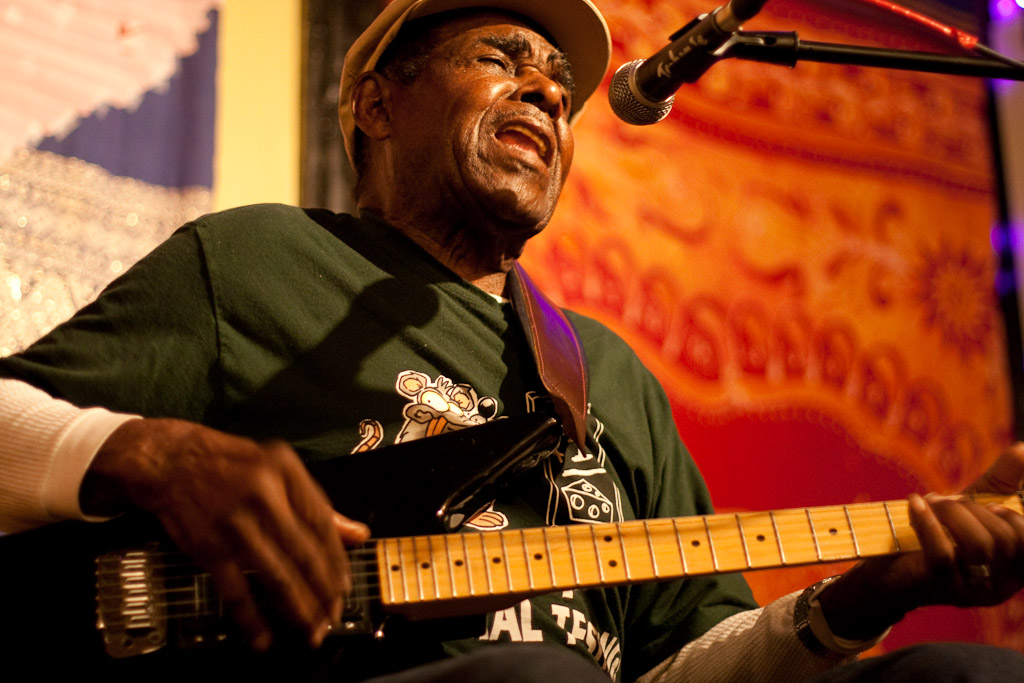
T-Model Ford beim „Twisted Branch Tea Bazaar“ in Charlottesville, Virginia am 1. März 2010

T-Model Ford (eigentlich James Lewis Carter Ford, * zwischen 1920 und 1925, wahrscheinlich 1924 in Forest Mississippi; † 16. Juli 2013 in Greenville, Mississippi) war ein US-amerikanischer Blues-Gitarrist, Sänger und Songwriter.

## Leben
Gemäß seinen eigenen Angaben wuchs Ford als Sohn eines Pächters auf, der ihn bis zu seinem 17. Lebensjahr weder habe aus- noch zur Schule gehen lassen. Er verbrachte den ersten Teil seines Lebens als Arbeiter in verschiedenen Jobs, wie z. B. Feldarbeiter, Arbeiter in einem Sägewerk und später als Vorarbeiter. Zwei Jahre seines Lebens soll er im Gefängnis verbracht haben, weil er einen Mann getötet habe, laut eigener Aussage sei es Selbstverteidigung gewesen. Bis zu seinem 58. Geburtstag hatte er mit Musik nur als Zuhörer zu tun, erst dann schenkte ihm seine fünfte Frau eine Gitarre und er begann sich selbst das Gitarrenspiel beizubringen. Seine Plattenkarriere begann erst, als er ca. 75 Jahre alt war.
Außerhalb des Mississippideltas begann er in den 1990er-Jahren zu touren. Sein nationaler Durchbruch gelang ihm, als er im Vorprogramm von Buddy Guy auftrat. Wenn er nicht auf Tournee durch die Bluesklubs war, trat er gemeinsam mit seinem Drummer Spam (Tommy Lee Miles) auf der Nelson Street in Greenville, Mississippi, auf, wo sie bis zu acht Stunden spielten. T-Model Ford starb nach einer Serie von Schlaganfällen, wie unter anderem eines seiner Plattenlabels, Fat Possum Records, bekannt gab. Laut offiziellen Akten starb er im Alter von 94 Jahren.

## Diskographie
- Pee-Wee Get My Gun – 1997
- You Better Keep Still – 1999
- She Ain’t None of Your’n – 2000
- Bad Man – 2002
- Don’t Get Out Talkin’ It – 2008
- Jack Daniel Time – 2008
- The Ladies Man – 2010
- Taledragger – 2011 mit GravelRoad

Die Alben bis 2008 erschienen auf Fat Possum Records, die Alben ab 2010 erschienen bei Alive Naturalsound Records.